# Мамол
Мамол (на словенски: Mamolj) е село в Словения, регион Средна Словения, община Лития. Според Националната статистическа служба на Република Словения през 2015 г. селото има 133 жители.